# The Singles 1984-2004
The Singles 1984-2004 es el segundo álbum recopilatorio de a-ha y el primero en celebrar un aniversario, concretamente el vigésimo.
Fue lanzado a finales de 2004 en varios países de Europa por el sello Warner Strategic Marketing. Noruega y Alemania lo recibieron primero el 29 de noviembre, seguido por Suecia, el 22 de diciembre. El álbum no llegó a España hasta el 8 de febrero de 2005, seguido por el lanzamiento de una edición especial, titulada The Definitive Singles Collection 1984-2004, para el Reino Unido el 11 de abril. Por último, el álbum fue publicado el 4 de mayo de 2010 en Estados Unidos por Rhino Entertainment, casi al mismo tiempo que las ediciones de lujo de los álbumes Hunting High and Low y Scoundrel Days.
El interior del librillo del álbum se ha empleado para, en lugar de poner las letras de las canciones, escribir una biografía musical de a-ha acompañada de varias fotos. La anotaciones, escritas por Steve Woolard, analizan las canciones recogidas en el CD y algunos datos de la banda. El librillo también contiene unas líneas escritas por Jan Omdahl, autor de la biografía de a-ha The Swing of Things:

"Aquí lo tienes: a-ha vistos a lo largo de una colección de sencillos. Aunque, no les gustaría que los juzgaras enteramente por ella; muchas de sus mejores canciones nunca fueron lanzadas como sencillos. ¿Y ahora qué? Quizás otra oportunidad para ese álbum perfecto que nunca hicieron. Todavía podría estar ahí, en alguna parte." - Jan Omdahl, 2004.

## Temas
Algunas canciones, como "The Sun Always Shines on T.V.", han sido abreviadas ya que se trata de la versión de radio o la versión recortada de la edición 7" del sencillo.
Los temas que presenta el CD dependen de qué edición se trate. El relanzamiento de Rhino Entertainment es el original lanzado en Europa.
| The Singles 1984-2004 |                                               |                                                       |          |  |
| N.º                   | Título                                        | Escritor(es)                                          | Duración |  |
| 1.                    | «Take on Me»                                  | Paul Waaktaar-Savoy, Magne Furuholmen y Morten Harket | 3:48     |  |
| 2.                    | «The Sun Always Shines on T.V.»               | Paul Waaktaar-Savoy                                   | 4:42     |  |
| 3.                    | «Train of Thought» (Remix)                    | Paul Waaktaar-Savoy                                   | 4:15     |  |
| 4.                    | «Hunting High and Low» (Remix)                | Paul Waaktaar-Savoy                                   | 3:47     |  |
| 5.                    | «I've Been Losing You»                        | Paul Waaktaar-Savoy                                   | 4:25     |  |
| 6.                    | «Cry Wolf»                                    | Magne Furuholmen y Paul Waaktaar-Savoy                | 4:03     |  |
| 7.                    | «Manhattan Skyline»                           | Magne Furuholmen y Paul Waaktaar-Savoy                | 4:17     |  |
| 8.                    | «The Living Daylights»                        | John Barry y Paul Waaktaar-Savoy                      | 4:14     |  |
| 9.                    | «Stay on These Roads»                         | Morten Harket, Magne Furuholmen y Paul Waaktaar-Savoy | 4:46     |  |
| 10.                   | «Touchy!»                                     | Morten Harket, Magne Furuholmen y Paul Waaktaar-Savoy | 4:33     |  |
| 11.                   | «Crying in the Rain»                          | Howard Greenfield y Carole King                       | 4:22     |  |
| 12.                   | «Move to Memphis»                             | Paul Waaktaar-Savoy y Magne Furuholmen                | 4:13     |  |
| 13.                   | «Dark is the Night»                           | Paul Waaktaar-Savoy                                   | 3:46     |  |
| 14.                   | «Shapes that Go Together»                     | Magne Furuholmen y Paul Waaktaar-Savoy                | 4:14     |  |
| 15.                   | «Summer Moved On» (Radio Edit)                | Paul Waaktaar-Savoy                                   | 4:03     |  |
| 16.                   | «Minor Earth, Major Sky» (Niven's Radio Edit) | Magne Furuholmen y Paul Waaktaar-Savoy                | 4:03     |  |
| 17.                   | «Velvet» (Radio Version)                      | Lauren Savoy y Paul Waaktaar-Savoy                    | 4:05     |  |
| 18.                   | «Forever Not Yours»                           | Morten Harket, Ole Sverre Olsen y Magne Furuholmen    | 4:03     |  |
| 19.                   | «Lifelines» (Album version Edit)              | Magne Furuholmen                                      | 3:58     |  |
| 79:45                 |                                               |                                                       |          |  |

| The Definitive Singles Collection 1984-2004 |                                  |                                                       |          |  |
| N.º                                         | Título                           | Escritor(es)                                          | Duración |  |
| 1.                                          | «Take on Me»                     | Paul Waaktaar-Savoy, Magne Furuholmen y Morten Harket | 3:48     |  |
| 2.                                          | «The Sun Always Shines on T.V.»  | Paul Waaktaar-Savoy                                   | 4:42     |  |
| 3.                                          | «Train of Thought» (Remix)       | Paul Waaktaar-Savoy                                   | 4:15     |  |
| 4.                                          | «Hunting High and Low» (Remix)   | Paul Waaktaar-Savoy                                   | 3:47     |  |
| 5.                                          | «I've Been Losing You»           | Paul Waaktaar-Savoy                                   | 4:25     |  |
| 6.                                          | «Cry Wolf»                       | Magne Furuholmen y Paul Waaktaar-Savoy                | 4:03     |  |
| 7.                                          | «Manhattan Skyline»              | Magne Furuholmen y Paul Waaktaar-Savoy                | 4:17     |  |
| 8.                                          | «The Living Daylights»           | John Barry y Paul Waaktaar-Savoy                      | 4:14     |  |
| 9.                                          | «Stay on These Roads»            | Morten Harket, Magne Furuholmen y Paul Waaktaar-Savoy | 4:46     |  |
| 10.                                         | «Touchy!»                        | Morten Harket, Magne Furuholmen y Paul Waaktaar-Savoy | 4:33     |  |
| 11.                                         | «You Are the One»                | Magne Furuholmen y Paul Waaktaar-Savoy                | 3:48     |  |
| 12.                                         | «Crying in the Rain»             | Howard Greenfield y Carole King                       | 4:22     |  |
| 13.                                         | «Dark is the Night»              | Paul Waaktaar-Savoy                                   | 3:46     |  |
| 14.                                         | «Shapes that Go Together»        | Magne Furuholmen y Paul Waaktaar-Savoy                | 4:14     |  |
| 15.                                         | «Summer Moved On» (Radio Edit)   | Paul Waaktaar-Savoy                                   | 4:03     |  |
| 16.                                         | «Lifelines» (Album version Edit) | Magne Furuholmen                                      | 3:58     |  |
| 17.                                         | «Velvet» (Radio Version)         | Lauren Savoy y Paul Waaktaar-Savoy                    | 4:05     |  |
| 18.                                         | «Take on Me» (Video)             |                                                       |          |  |
| 71:06                                       |                                  |                                                       |          |  |

## Realización

### Producción

#### Álbum
- Productores: Bill Inglot, Dan Chalmers y Fred Engh.
- Remasterización: Dan Hersch y Bill Inglot en "Digipret", Los Ángeles.
- Anotación discográfica: Steve Woolard.
- Dirección de arte y diseño: Jeri Heiden y Sara Cumings para "Smog Design, Inc."
- Fotografía: Knut Bry, Olaf Heine y Just Loomis.
- Asistentes de proyecto: Ginger Dettman y Sheryl Farber.
- Agradecimientos especiales: John Reid, John Watson, Gail Inkpen, Mita De y Brian Lane.
- Management: Brian Lane de "Bandana Management Ltd.", Londres.

#### Original
Producción de las canciones incluidas en el álbum según la edición de 19 temas.
- Alan Tarney: pistas 1, 2, 6, 7, 9 y 10 (pista 11 en la edición del Reino Unido).
- Tony Mansfield: pistas 3 y 4.
- Magne Furuholmen y Paul Waaktaar-Savoy: pista 5.
- Jason Corsaro, Magne Furuholmen, Paul Waaktaar-Savoy y John Barry: pista 8.
- Christopher Neil: pistas 11 y 14.
- a-ha: pista 12.
- David Z y a-ha: pista 13.
- Boogieman y Roland Spremberg: pistas 16 y 17.
- Stephen Hague y Martin Landquist: pistas 18 y 19.
- Alan Tarney y John Hudson: remezcla de pista 3.
- John Ratcliff con a-ha: remezcla de pista 4.
- Niven Garland: remezcla de pista 16.
- Steve Barron: dirección del vídeo "Take on Me" (edición del Reino Unido).

### Músicos
- Morten Harket: voz.
- Magne Furuholmen: teclados.
- Paul Waaktaar-Savoy: guitarras.

- Leif Karsten Johansen: batería en bajo 5.
- Michael Sturgis: batería en pista 5.
- Øystein Jevanord: batería en pista 6.
- Jorun Bøgeberg: bajo en pistas 11 y 13.
- Per Hillestad: batería en pistas 11 y 13.
- Elmar Walljaster: batería en pista 15.
- Henner Malecho: bajo adicional en pista 16.
- Frode Unneland: batería en pista 16.
- Simone (de "D'Sound", cortesía de Virgin Records Norway AS): voz en pista 17.
- Jörn Heilbut: guitarra adicional en pista 17.
- Stephen Gade: bajo y sitar en pista 17.
- Peter "Per" Lindvall: batería en pistas 17, 18 y 19.
- Sven Lindvall: bajo en pistas 18 y 19.
- Anneli Drecker: voz en pista 19.
- Joakim Milder: arreglos de cuerdas en pista 19.